# Hohenkirchen (Mecklenburg)
Hohenkirchen ist eine Gemeinde im Norden des Landkreises Nordwestmecklenburg in Mecklenburg-Vorpommern (Deutschland). Sie wird vom Amt Klützer Winkel mit Sitz in der Stadt Klütz verwaltet.
Die Gemeinde Hohenkirchen wurde am 1. Januar 2005 aus den bis dahin selbständigen Gemeinden Groß Walmstorf und Gramkow gebildet.

## Geografie
Hohenkirchen liegt zwischen der Hansestadt Wismar und dem Klützer Winkel. Das Gemeindegebiet hat einen etwa acht Kilometer langen Abschnitt der Wismarer Bucht (Ostseeküste) – den Süd- und Ostteil der Wohlenberger Wiek sowie den Westteil der Eggers Wiek. Diese beiden flachen Buchten werden durch das Kap Hohe Wieschendorfer Huk getrennt.
Umgeben wird Hohenkirchen von den Nachbargemeinden Zierow im Nordosten, Gägelow im Südosten, Grevesmühlen im Südwesten, Warnow im Westen sowie Klütz im Nordwesten.
Zu Hohenkirchen gehören die Ortsteile Alt Jassewitz, Beckerwitz, Gramkow, Groß Walmstorf, Hohenkirchen, Hohen Wieschendorf, Manderow, Neu Jassewitz, Niendorf, Wahrstorf und Wohlenhagen.

## Geschichte

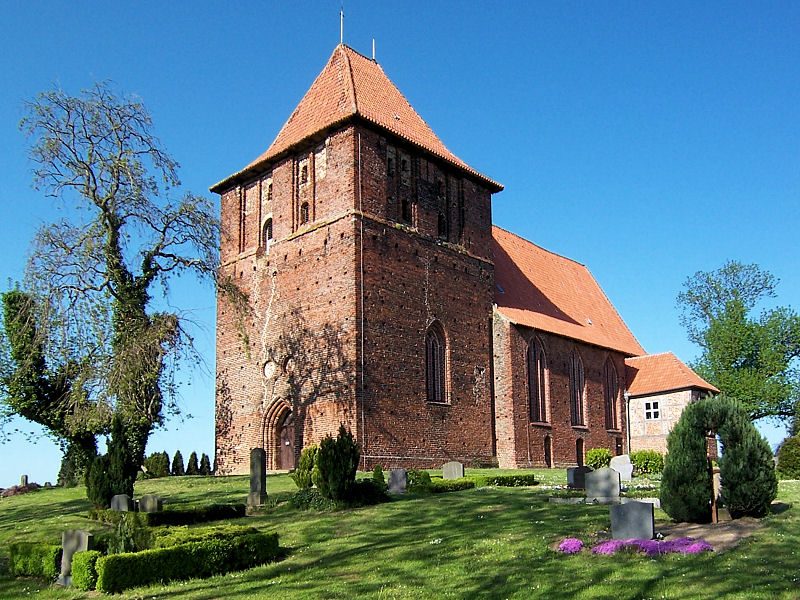
Dorfkirche Hohenkirchen (2008)

Hohenkirchen: Der Name stammt von einer hoch gelegenen Kirche, die schon von weitem zu sehen ist; der heutige Backsteinbau wurde im 15. Jahrhundert errichtet.

1230 wurden Hohenkirchen und die meisten Orte in der heutigen Gemeinde erstmals im Ratzeburger Zehntregister erwähnt, welches die damals zum Bistum Ratzeburg gehörenden Ortschaften geordnet nach Kirchspielen auflistet. Die anfangs freien Bauern wurden in den folgenden Jahrhunderten Leibeigene der Grundherren aus der Ritterschaft.
Die Landwirtschaft spielt in der Gemeinde auch heute noch eine große Rolle. Ab Ende der 1960er Jahre begann die touristische Erschließung insbesondere der Küstengebiete, dieser Prozess hält unvermindert an, er hat sich seit 1990 noch verstärkt.
Hohen Wischendorf ist ein altes Erbgut, welche vormals im Besitz der von Bülow war. Das Gut war seit 1730 bis 1912 im Besitz der Familie Bade war. Der bekannteste Sohn dieser Familie, Wilhelm Bade, bot bis Ende des 19. Jahrhunderts bereits die ersten Nordland- und Polarkreuzfahrten in die Arktis an und gilt als deren Begründer. Bereits 1894 erfolgte die Allodifizierung, Umwandlung in ein freies Eigentum, des Lehngutes.
Jassewitz wurde am 1. Juli 1950 eingemeindet.
Manderow wurde 1228 als Sommerresidenz des Bischofs zu Ratzeburg erstmals erwähnt. Das Gut war u. a. im Besitz der Familien Ditmer (ab 1715) und Martienssen (1799–1945). Auf den Fundamenten des Schlosses aus dem 16. Jahrhundert entstand 1925 das neobarocke, zweigeschossige, 15-achsige Herrenhaus. Manderow wurde am 1. Juli 1950 eingemeindet.
Niendorf wurde etwa 1230 als Nova Villa erstmals erwähnt, 1299 in Nyndorpe umbenannt. Der Gutsbesitz von damals ist heute nicht mehr erhalten. Maßgeblich geprägt wird der Ort vom naheliegenden Campingplatz, welcher dort seit 1968 betrieben wird sowie der Nähe zur Wohlenberger Wiek.
Wahrstorf: Gutsbesitzer war u. a. die Familie Keding (1855–1945). Das sanierte, eingeschossige, 10-achsige Gutshaus wurde nach 1990 von Günther Fielmann und dann von Bernhard Reemtsma erworben.

## Wirtschaft und Infrastruktur
Die Wirtschaft der Gemeinde ist durch Landwirtschaft und Tourismus geprägt. Es gibt direkt an der Wohlenberger Wiek drei Campingplätze (Niendorf, Gramkow, Beckerwitz), zwei Gutshäuser (Manderow, Gramkow), ein Hotel (Gramkow) sowie viele Ferienhäuser und Ferienwohnungen. Durch das breite Angebot erreichte die Gemeinde 2019 höhere Übernachtungszahlen als die benachbarte Stadt Wismar. Die gastronomischen Angebote sind saisonal angepasst. Die Unterkünfte werden durch einen Golfplatz und eine Marina im Ortsteil Hohen Wieschendorf ergänzt.
Die Gemeinde wurde im Oktober 2022 als Tourismusort anerkannt und erhebt seit 2024 eine Kurtaxe.

## Verkehrsanbindung
Hohenkirchen erreicht man über die Verbindungsstraße L01 Wismar (zugehöriger Autobahnanschluss Wismar-Mitte der Ostseeautobahn A 20) nach Klütz sowie der L02 von der Stadt Grevesmühlen aus – hier befindet sich auch der nächstgelegene Bahnhof (Strecke Lübeck–Rostock).

## Politik

### Gemeindevertretung und Bürgermeister
Der Gemeinderat besteht (inkl. Bürgermeister) aus 10 Mitgliedern. Die Wahl zum Gemeinderat am 26. Mai 2019 hatte folgende Ergebnisse:
| Partei/Bewerber                     | Prozent | Sitze |
| ----------------------------------- | ------- | ----- |
| Wählergemeinschaft Hohenkirchen '94 | 59,73   | 6     |
| CDU                                 | 35,60   | 4     |

Bürgermeister der Gemeinde ist Jan van Leeuwen (CDU), er wurde mit 72,12 % der Stimmen gewählt.

### Wappen
| Wappen von Hohenkirchen | Blasonierung: „In Gold eine erhöhte, stark eingebogene blaue Spitze, belegt mit einem aus einem goldenen Nest wachsenden, gold beschnabelten silbernen Pelikan, der sich die Brust aufhackt, um seine drei sitzenden, gold beschnabelten silbernen Jungen zu nähren; oben vorn ein roter Anker mit w-förmig geschwungenem Seil; hinten elf rote Kugeln (4:3:2:2).“ |
| Wappen von Hohenkirchen | Wappenbegründung: Das Wappen basiert hauptsächlich auf dem bereits 1999 genehmigten Wappen der ehemaligen Gemeinde Gramkow. Lediglich im Wappenfeld mit den Kugeln hat sich deren Anzahl von 7 auf 11 erhöht. Hauptmotiv des Wappens, der seine Jungen nährende Pelikan, ist Teil der Dekoration einer 1739 neu errichteten Kanzel der Kirche zu Hohenkirchen. In der Mythologie gilt der Pelikan als Symbol der Opferbereitschaft. In der christlichen Ikonographie stellt er ein Bild für Christus als Heiland dar. Der Pelikan steht somit pars pro toto für die aus dem 15. Jahrhundert stammende Kirche. Weiterhin symbolisiert der Pelikan auch den Fischfang, der als Erwerbszweig der Bewohner seit jeher von großer Bedeutung ist. Mit dem Anker soll sowohl die in einigen Ortsteilen seit jeher betriebene Fischerei als auch der frühere kleine Fischereihafen in Beckerwitz symbolisiert werden. Gleichzeitig steht er für den neu entstehenden Jachthafen und damit für den Tourismus. Die Kugeln – in veränderter Tingierung und reduzierter Zahl dem Wappen der Familie von Bülow entlehnt – versinnbildlichen anhand einer Zahlensymbolik die 11 Ortsteile, erinnern aber auch an die einstigen Grundherren, die über Jahrhunderte hinweg die Entwicklung der Region bestimmten. Das Wappen wurde von dem Weimarer Heraldiker Michael Zapfe gestaltet. Es wurde am 17. Dezember 2004 durch das Ministerium des Innern genehmigt und unter der Nr. 293 der Wappenrolle des Landes Mecklenburg-Vorpommern registriert. |

### Flagge
Die Gemeinde verfügt über keine amtlich genehmigte Flagge.

### Dienstsiegel
Das Dienstsiegel zeigt das Gemeindewappen mit der Umschrift „GEMEINDE HOHENKIRCHEN • LANDKREIS NORDWESTMECKLENBURG“.

## Sehenswürdigkeiten
- Backsteingotische Dorfkirche Hohenkirchen vom 15. Jahrhundert mit 5/8 Chorabschluss an dem dreijochigem, einschiffigem Langhaus; wuchtiger, quadratischer Westturm mit Walmdach; Innen mit Kreuzrippengewölbe, barocker hoher Holzaltar von 1749 und Holz-Kanzel von 1739.
- Neobarockes Herrenhaus Manderow von 1925
- Gutshaus Gramkow aus der Mitte des 19. Jahrhunderts (heute Ferienwohnhaus) und Reste der Gutshofanlage (Kornspeicher, Pferdestall, Waagenhäuschen, Teile der Kutschenremise)
- Gutshaus Groß Walmstorf

## Persönlichkeiten

### Söhne und Töchter des Ortes
- Reimar Hans von Bülow (1656–1712), Generalmajor
- Johann Metelmann (1814–1883), deutsch-amerikanischer Pädagoge, evangelischer Geistlicher und 1848/1849 Mitglied der Mecklenburgischen Abgeordnetenversammlung
- Wilhelm Bade (1843–1903), Pionier der deutschen Nordland- und Polartouristik
- Gottfried Timm (* 1956), Theologe, Politiker (SPD) und von 1998 bis 2006 Innenminister des Landes Mecklenburg-Vorpommern.

### Personen mit Bezug zu Hohenkirchen
- Iwan von Gloeden (1815–1850), Jurist und Gutsbesitzer in Hohenkirchen